# Francia en los Juegos Paralímpicos de Pekín 2022
Francia estuvo representada en los Juegos Paralímpicos de Pekín 2022 por un total de catorce deportistas, doce hombres y dos mujeres.

## Medallistas
El equipo paralímpico francés obtuvo las siguientes medallas:
| Nombre                            | Deporte        | Evento                                 |
| --------------------------------- | -------------- | -------------------------------------- |
| Oro                               |                |                                        |
| Benjamin Daviet                   | Biatlón        | 12,5 km de pie masculino               |
| Arthur Bauchet                    | Esquí alpino   | Descenso de pie masculino              |
| Arthur Bauchet                    | Esquí alpino   | Eslalon de pie masculino               |
| Arthur Bauchet                    | Esquí alpino   | Supercombinada de pie masculino        |
| Benjamin Daviet                   | Esquí de fondo | 1,5 km velocidad de pie masculino      |
| Cécile Hernandez                  | Snowboard      | Campo a través SB-LL2 femenino         |
| Maxime Montaggioni                | Snowboard      | Eslalon SB-UL masculino                |
| Plata                             |                |                                        |
| Marie Bochet                      | Esquí alpino   | Supergigante de pie femenino           |
| Benjamin Daviet                   | Esquí de fondo | 12,5 km de pie masculino               |
| Anthony Chalençon Benjamin Daviet | Esquí de fondo | 4 × 2,5 km clase abierta               |
| Bronce                            |                |                                        |
| Arthur Bauchet                    | Esquí alpino   | Eslalon gigante de pie masculino       |
| Hyacinthe Deleplace               | Esquí alpino   | Descenso discapacidad visual masculino |